# NGC 6739
NGC 6739 (również PGC 62799) – galaktyka soczewkowata (S0), znajdująca się w gwiazdozbiorze Pawia. Odkrył ją John Herschel 7 sierpnia 1834 roku.